# Бжезньо (гміна)
Гміна Бжезньо (пол. Gmina Brzeźnio) — сільська гміна у центральній Польщі. Належить до Серадзького повіту Лодзинського воєводства.
Станом на 31 грудня 2011 у гміні проживало 6325 осіб.

## Площа
Згідно з даними за 2007 рік площа гміни становила 128.73 км², у тому числі:
- орні землі: 70.00%
- ліси: 23.00%

Таким чином, площа гміни становить 8.63% площі повіту.

## Населення
Станом на 31 грудня 2011:
| Опис     | Загалом | Загалом | Чоловіки | Чоловіки | Жінки | Жінки |
| -------- | ------- | ------- | -------- | -------- | ----- | ----- |
| одиниця  | осіб    | %       | осіб     | %        | осіб  | %     |
| все      | 6325    | 100     | 3178     | 50.25    | 3147  | 49.75 |
| міське   | 0       | 100     | 0        |          | 0     |       |
| сільське | 6325    | 100     | 3178     | 50.25    | 3147  | 49.75 |

## Сусідні гміни
Гміна Бжезньо межує з такими гмінами: Броншевіце, Буженін, Врублев, Злочев, Серадз.